# Palermiti
Palermiti ist eine italienische Gemeinde mit 1025 Einwohnern (Stand 31. Dezember 2023) in der Provinz Catanzaro, Region Kalabrien.
Das Gebiet der Gemeinde liegt auf einer Höhe von 496 m über dem Meeresspiegel und umfasst eine Fläche von 18 km². Die Nachbargemeinden sind Centrache, Gasperina, Montauro, Montepaone, Squillace und Vallefiorita. Palermiti liegt 35 km südwestlich von Catanzaro.